# Yoni
Yoni hoặc yonī, đôi khi được gọi là pindika, là một đại diện sinh thực khí (aniconic) của nữ thần Shakti trong Ấn Độ giáo. Yoni thường được hiển thị với linga - đối tác nam tính của nó. Cùng nhau, chúng tượng trưng cho sự hợp nhất của tiểu vũ trụ và đại vũ trụ, quá trình sáng tạo và tái sinh vĩnh cửu thiêng liêng, và sự kết hợp giữa nữ tính và nam tính tái tạo tất cả sự tồn tại. Yoni được khái niệm hóa như là cửa ngõ tự nhiên của tất cả các việc sinh, đặc biệt là trong các thực hành bí truyền Kaula và Mật tông, cũng như các truyền thống Shaktism và Shaivism của Ấn Độ giáo.
Yoni là một từ tiếng Phạn đã được hiểu theo nghĩa đen là tử cung, và các cơ quan phụ nữ. Nó cũng bao hàm các cơ quan sinh dục nữ như "âm đạo", "âm hộ", và "tử cung", hoặc thay vào đó là "nguồn gốc" của bất cứ thứ gì trong các bối cảnh khác. Chẳng hạn, văn bản Vedanta Brahma Sutras ẩn dụ nói đến khái niệm siêu hình Brahman là "yoni của vũ trụ". Yoni với biểu tượng linga được tìm thấy trong các đền thờ Shiva và các địa điểm khảo cổ của tiểu lục địa Ấn Độ và Đông Nam Á, cũng như trong các tác phẩm điêu khắc như Lajja Gauri.